# Vertigo 2005: Live from Chicago
Vertigo 2005: Live from Chicago è un album video del gruppo musicale irlandese U2, filmato il 9 e 10 maggio 2005 a Chicago durante il Vertigo Tour.

## Tracce
1. City of Blinding Lights
2. Vertigo
3. Elevation
4. Cry/The Electric Co.
5. An Cat Dubh/Into the Heart
6. Beautiful Day
7. New Year's Day
8. Miracle Drug
9. Sometimes You Can't Make It on Your Own
10. Love and Peace or Else
11. Sunday Bloody Sunday
12. Bullet the Blue Sky
13. Running to Stand Still
14. Pride (In the Name of Love)
15. Where the Streets Have No Name
16. One
17. Zoo Station
18. The Fly
19. Mysterious Ways
20. All Because of You
21. Original of the Species
22. Yahweh
23. 40

DVD bonus
- Beyond the Tour-Documentary
- Surveillance Cuts

1. Love and Peace or Else
2. An Cat Dubh/Into the Heart
3. Cry/Electric Co.
4. Running to Stand Still

- Sometimes You Can't Make It On Your Own (Video alternativo)

## Formazione
- Bono – voce, chitarra (in Running to Stand Still, One e The Fly)
- The Edge – chitarra, tastiera, voce, basso (in 40)
- Adam Clayton – basso, chitarra (in 40)
- Larry Mullen Jr. – batteria